# Kasseler Dokumentarfilm- und Videofest

Logo des Festivals

Das 1982 gegründete Kasseler Dokumentarfilm- und Videofest (kurz Kasseler Dokfest) findet jedes Jahr an sechs Tagen im November statt. Der Fokus des Festivals liegt auf aktuellen Dokumentarfilmen, Neuen Medien sowie experimentellen und künstlerischen Arbeiten. Das Filmprogramm wird ergänzt durch die medienübergreifenden Festivalsektionen Monitoring, eine Ausstellung aktueller Video- und Medieninstallationen, die Fachtagung interfiction, die DokfestConnection, das filmpädagogische Begleitprogramm junges dokfest, DokfestGeneration sowie das DokfestForum. Mit dem Hessischen Hochschulfilmtag, der Präsentation einer europäischen Filmhochschule, des Porträts einer europäischen Distribution sowie eines europäischen Filmfestivals und praxisbezogenen Vorträgen und Workshops, bietet das Kasseler Dokfest dem Filmnachwuchs zudem Möglichkeiten zur Weiterbildung sowie Informationen zu Ausbildung und Zugang zu professionellen Netzwerken.

## Geschichte
Nachdem 1982 zunächst ein reisendes Dokumentarfilmfest in Kassel Station machte, fiel ein Jahr später der Startschuss für das erste Kasseler Dokumentarfilm- und Videofest. 1985 wurde das Dokumentarfilmfest erstmals öffentlich ausgeschrieben, damals fanden ca. 40 Filme ihren Weg nach Kassel, mittlerweile sind es über 3.000 eingereichte Produktionen. Im selben Jahr wurde auch die erste Videoarbeit auf dem Fest gezeigt. 1989 wurde das Kasseler Dokfest um eine eigene Videosektion erweitert. Seit Beginn der Videosektion wurde auch immer eine kleine Auswahl von Medieninstallationen gezeigt, 1997 etablierte sich dann die Medienkunstausstellung Monitoring als eigenständige Sektion des Festes. Seit 1995 ist die Fachtagung interfiction als weitere Sektion fester Bestandteil des Programms. Mit der DokfestLounge existiert seit 2004 ein Forum für audiovisuelle Performances und VJ-Kunst. 2001 wurden mit dem „Goldenen Herkules“ und dem „Werkleitz Stipendium“ (seit 2006 „A38-Produktions-Stipendium“) erstmals Preise vergeben. 2002 kam der „Goldene Schlüssel“ für die beste dokumentarische Nachwuchsarbeit und später der „Golden Cube“, als Preis für die beste Medieninstallation der Ausstellung Monitoring hinzu. Das filmpädagogische Begleitprogramm „junges dokfest – Dokumentarfilm sehen und verstehen“ wurde zum ersten Mal im Jahr 2009 angeboten. Der 1. Hessische Hochschulfilmtag, bei dem Nachwuchsfilmer aus hessischen (Film)Hochschulen ihre neuesten Filme einem Fachpublikum präsentieren können, fand zum ersten Mal 2010 statt. Im selben Jahr wurde gemeinsam mit der Kunsthalle Fridericianum das DokfestForum als Veranstaltungsort und Festivaltreffpunkt ins Leben gerufen. Im Jahr 2009 wurde erstmals die Grenze von 10.000 Besuchern (davon über 400 akkreditierte Fachbesucher) überschritten (2010: 11.000; 2011: 11.800; 2012: 12.400; 2013: 13.200; 2014: 14.000; 2015: 14.500).
2025 starteten die Filmfestivals dokKa Karlsruhe, Kasseler Dokfest, Lichter Filmfest Frankfurt International, Doxumentale Berlin und DOK.fest München die gemeinsame Streamingplattform dok@home für Dokumentarfilme.

## Festivalprofil
Das Kasseler Dokumentarfilm- und Videofest ist ein Film- und Medienfestival mit internationaler Ausrichtung und einem Schwerpunkt auf den neuen Medien. Gleichzeitig liegt ein besonderer Fokus auf der Förderung des regionalen Film- und Medienschaffens junger Regisseure und Künstler, die gleichrangig neben nationalen und internationalen Arbeiten gezeigt werden. Zu den Säulen des Festivals gehören neben dem Filmprogramm die Medienkunstausstellung „Monitoring“, die interdisziplinäre Workshop-Tagung „interfiction“, die audiovisuellen Performances und DJ-Sets in der „DokfestConnection“ sowie das filmpädagogische Begleitprogramm „junges dokfest – Bilderwelten denken, Kinoraum erleben“. Unter dem Begriff „DokfestEducation“ veranstaltet das Festival Veranstaltungen für den Filmnachwuchs, wie etwa die Vortragsreihe „Profis Plaudern Praxis“ oder der „Hessische Hochschulfilmtag“ sowie die Präsentation eines europäischen Verleihs und Filmfestivals.
Das Festival ist seit 1985 öffentlich ausgeschrieben. Gefördert wird das Kasseler Dokumentarfilm- und Videofest unter anderem durch das MEDIA-Programm der Europäischen Union.

## Sektionen

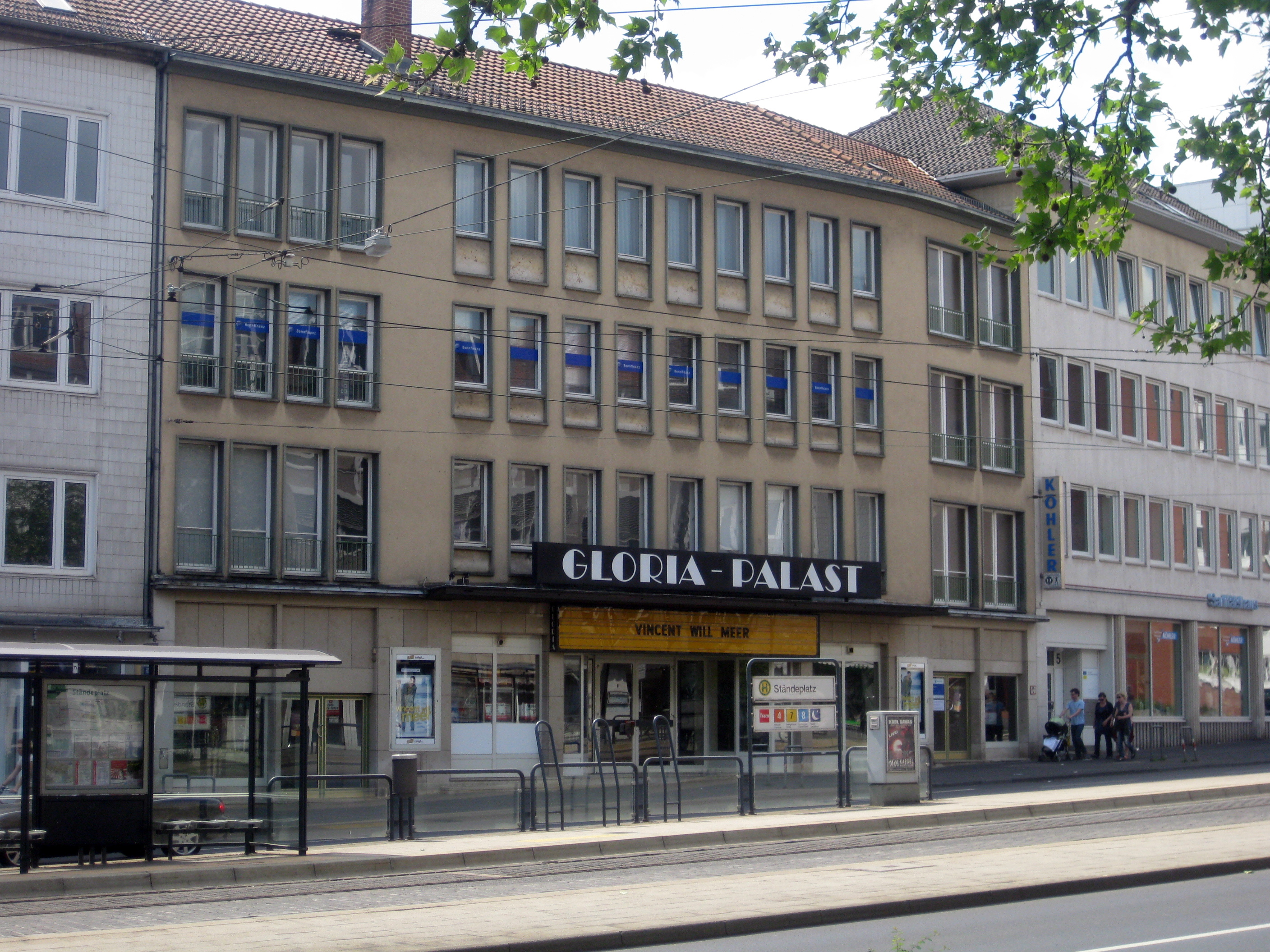
Das Gloria-Kino in Kassel

### DokumentarFilmVideoKunst
Herzstück des Festivals ist das Filmprogramm, das in drei Sektionen aufgeteilt ist.
Langfilm
Rund 50 lange Dokumentarfilme ab einer Laufzeit von 65 Minuten werden während der Festivaltage präsentiert. Kriterien, die die endgültige Programmauswahl prägen, sind die politische,
soziale und kulturelle Relevanz der Themen sowie die filmkünstlerische Bearbeitung der eingereichten Beiträge. Neben klassischen Darstellungsweisen sollen durch die Präsentation innovativer Formate vermeintliche Grenzen des Genres sowie die Macht, Manipulierbarkeit und Manipulationskraft der Bilder zur Diskussion gestellt werden. Zudem erhalten auch Low- oder No-Budget-Produktionen und Nachwuchsarbeiten sowie neue Projekte altbekannter Filmemacher auf dem Kasseler Dokfest in den Sichtungen besondere Aufmerksamkeit.
Kurzfilm
Knapp 200 internationale und aktuelle kurze und mittellange Filme werden in Kompilationsprogrammen gezeigt. Jede der 80- bis 90-minütigen Zusammenstellungen setzt thematische Schwerpunkte und ist das Ergebnis eines kuratorischen Umgangs mit den eingereichten Arbeiten. Themen für die Kompilationsprogramme werden nicht vor der Auswahl festgelegt, sondern ergeben sich aus den eingereichten Arbeiten jedes Jahr neu. Eingereicht werden können pointierte Clips, Kurzdokumentationen und -porträts, animierte Arbeiten oder auch experimentelle Formen, die fiktionale und dokumentarische Erzählweisen mischen und eine starke künstlerische Handschrift erkennen lassen. Lediglich klassische, narrative Kurzspielfilme werden in der Kurzfilmsektion nicht in Erwägung gezogen.
Nordhessische Produktionen – Goldener Herkules
Die Sektion „Goldener Herkules“ dient dazu, dem regionalen Filmschaffen eine Plattform zu bieten. Präsentiert werden zwischen 20 und 30 Spiel-, Animations- und Dokumentarfilme nordhessischer Filmemacher, die sowohl in speziellen Kompilationsprogrammen als auch als Teil regulärer Programme laufen. Zugelassen für diese Sektion und damit den regionalen Wettbewerb sind Arbeiten aller Genres, deren Regisseure ihren Wohnsitz in Nordhessen haben oder ein Studium an der Universität Kassel, der Kunsthochschule Kassel bzw. einer vergleichbaren Medieneinrichtung in Nordhessen absolvieren oder die in Nordhessen realisiert und produziert wurden.
Veranstaltungsorte sind der Filmladen Kassel e. V., die BALi Kinos und das Gloria Kino.

### Monitoring
Die Ausstellung Monitoring befasst sich mit zeitgenössischen, raumbezogenen Positionen der Medienkunst und erweitert damit den kinematographischen Raum des Festivals. Charakteristisches Merkmal ist die freie Ausschreibung der Teilnahme, die ohne thematische Einschränkungen erfolgt. Für Monitoring interessieren sich sowohl junge Nachwuchstalente als auch renommierte Künstler. Aus den Einreichungen werden ca. 16 Medieninstallationen und -skulpturen ausgewählt, die während des Festivals im Kasseler Kunstverein und im Südflügel des Kasseler KulturBahnhofs präsentiert werden.

### DokfestConnection
Die DokfestConnection ist an vier Abenden der Festivaltreffpunkt. Sie ist kommunikative Schnittstelle für Filmemacher und Besucher und vereint das kulturelle Nachtleben Kassels mit einem Programm aus Club Visuals und VJ-Sets. Hier treffen Bewegtbild und Sound aufeinander, stehen in direkter Interaktion mit Publikum und Raum und laden nach einem langen Festivaltag zum Entspannen, Austauschen und Tanzen ein.

### interfiction
Die Fachtagung interfiction verbindet Vorträge, Präsentationen und Workshops zu einem jährlich wechselnden Thema, das medienpolitische, gesellschaftliche und künstlerische Aspekte des Medium Internet beleuchtet.

### junges dokfest
Das filmpädagogische Begleitprogramm „junges dokfest – Bilderwelten denken, Kinoraum erleben“ richtet sich an Schüler der 7. bis 13. Jahrgangsstufe und vermittelt in Workshops und Screenings einen gezielten Einblick in das breite Spektrum des dokumentarischen Schaffens. Die Jugendlichen können ihre Filmkompetenz schulen, unter Anleitung Kritiken zu ausgewählten Filmen des Festivals erarbeiten und mit professionellen Filmemachern ins Gespräch kommen. Zudem werden drei Jugendliche in die Vergabe des A38-Produktions-Stipendiums miteinbezogen. Lehrern wird im Vorfeld eine Fortbildung angeboten.

### DokfestGeneration
Unter dem Motto „Film kennt kein Alter“ wendet sich DokfestGeneration speziell an ältere Filmfreunde und solche, die es werden wollen. Mit DokfestGeneration soll das „Mehrgenerationenkino“ belebt werden, denn der Dialog zwischen Alt und Jung kann aus der Sackgasse einer jugendfixierten Leistungsgesellschaft führen, er kann beleben, Mut machen, Gemeinsamkeit schaffen. Dokumentarfilm eignet sich als visuelles Medium aktiven Reflektierens und Zuhörens dafür besonders. Zudem ermöglicht Film in einzigartiger Weise, Vergangenheit aufleben zu lassen, Erinnerung zu vergegenwärtigen, Zeitzeugnis abzulegen.

### DokfestForum
In Zusammenarbeit mit dem Fridericianum wurde seit 2010 ein Ort etabliert, der den Festivalbesuchern einerseits als Treffpunkt zur Kommunikation und zum Austausch dient, andererseits in täglichen Veranstaltungen die Diskussion über die Schnittstelle zwischen Kunst und Film anregen soll.

### DokfestEducation
Vorträge / Workshops
2009 als Kooperation mit der Hessischen Film- und Medienakademie (hFMA) entstanden, bietet das Dokfest dem hessischen Filmnachwuchs die Möglichkeit an Vorträgen, Diskussionsrunden und Workshops zu praxisnahen Themen wie Filmproduktion, Filmfinanzierung, Weiterbildung oder Pitching teilzunehmen. Ziel ist es, Expertenwissen zu vermitteln, einen Blick hinter die Kulissen des Filmgeschäfts zu bieten und angehende Filmemacher durch fundierte Praxiskenntnisse zu unterstützen.
Der Hessische Hochschulfilmtag
In Zusammenarbeit mit der Filmklasse der Kunsthochschule Kassel und in Kooperation mit der Hessischen Film- und Medienakademie veranstaltet das Kasseler Dokfest seit 2010 den Hessischen Hochschulfilmtag, in dessen Rahmen Studierende der Hochschulen RheinMain (Wiesbaden), Offenbach, Darmstadt und Kassel ihre aktuellen Produktionen vor einem Fachpublikum aus Redakteuren, Filmproduzenten und Verleihern vorführen können. Ziel ist es, einen Erstkontakt mit Vertretern der Film- und Fernsehbranche herzustellen.
Hochschulporträt
Seit 1989 bietet das Kasseler Dokfest ausgewählten Hochschulen und Kunstakademien die Möglichkeit, sich im Rahmen des Dokfestes mit einer Präsentation und aktuellen Filmproduktionen vorzustellen. Eingeladen sind sowohl ein Dozent oder Repräsentant der Hochschule, als auch Studierende. Die Veranstaltung findet als Teil des regulären Filmprogramms statt, richtet sich aber im Besonderen an Studierende, die sich in diesem Rahmen einen Eindruck von der jeweils präsentierten Hochschule und deren Curriculum machen können. Außerdem bietet sich die Möglichkeit, ganz unkompliziert direkte Kontakte zu Lehrenden und Studierenden zu knüpfen. Den Beginn dieser Reihe von Hochschulporträts markierte eine Präsentation der Videoabteilung der Gesamthochschule Kassel zum 6. Kasseler Dokumentarfilm- und Videofest. Seither wurde jedes Jahr eine deutsche und seit 2006 auch europäische Ausbildungsstätte nach Kassel eingeladen.

## Preise
Eine Auswahl der im Festivalprogramm präsentierten Arbeiten wird für einen der vier Preise nominiert. Das Festival vergibt drei Geldpreise im Gesamtwert von 12.000 Euro und ein Produktions-Stipendium in Höhe von bis zu 8.000 Euro. Die Preise sind für die teilnehmenden Autoren und Künstler bestimmt. Über die Vergabe entscheiden unabhängige Jurys.

### Goldener Herkules
Der regionale Wettbewerb um den „Goldenen Herkules“, der seit 2001 vergeben wird, ist offen für alle auf Leinwand präsentierbaren Formate und Genres. Raumbezogene Arbeiten und Internetprojekte werden nicht berücksichtigt. Der von der Machbar GmbH, einer Agentur für Unternehmenskommunikation mit Hauptsitz in Kassel, gestiftete Preis ist mit 3500 Euro dotiert.
Preisträger
- 2001: Holger Ernst für Kleine Fische
- 2002: Christoph Steinau für Kommt alles Anders
- 2003: Salah Ahmed El Oulidi für Die Andalusische Nacht
- 2004: Héctor Jesús Gutiérrez Rodriguez für Ese es mi chama?
- 2005: Matthias Stocklöw für Große Kinder
- 2006: Hyekung Jung für Drawing the Line
- 2007: Marta Malowanczyk für Marla
- 2008: Nico Sommer für Stiller Frühling
- 2009: Thomas Gerhard Majewski für Verborgen in Schnuttenbach
- 2010: Olaf Saumer für Suicide Club
- 2011: Dennis Stein Schomburg für Andersartig
- 2012: Jan Riesenbeck für Sechster Sinn, drittes Auge, zweites Gesicht
- 2013: Benjamin Brix, Steffen Martin, Felix M. Ott für EMPTYLANDS
- 2014: Martin Schmidt für Emil
- 2015: Zuniel Kim für Der Langstreckenläufer
- 2016: Christian Wittmoser für Emily must wait[6]
- 2017: Jonatan Schwenk für Sog[7]
- 2018: Frauke Lodders für Unzertrennlich[8]
- 2019: Franziska Wank: Sonntagmorgen[9]
- 2020: Manuel Domes und Jean Claire Dy: A House in Pieces

Lobende Erwähnung
- 2011: Benjamin Pfitzner für George Schmitzki
- 2012: Hendrik Maximilian Schmitt für Ferngesteuert
- 2013: Matthias Krumrey für Salzwasser
- 2014: Julia Geiß für Vier danach - Highland's Kinder
- 2015: Joscha Bongard für Alacritas
- 2016: Evgenia Gostrer für Frankfurter Str. 99a
- 2017: Florian Maubach für Räuber und Gendarm
- 2018: Maryna Miliushchanka für Säen
- 2023: Johanna Groß und Daniel Hellwig für Von dem, was bleibt

### Goldener Schlüssel
Der „Goldene Schlüssel“ wird seit 2002 für die beste dokumentarische Nachwuchsarbeit vergeben und ist mit 5.000 Euro, die sich teilen in jeweils 2.500 € für den besten dokumentarischen Kurzfilm bis 65 Minuten und den besten dokumentarischen Langfilm ab 65 Minuten, dotiert. Zugelassen sind Filme und Videos, deren Regisseure zum Zeitpunkt der Fertigstellung der Arbeit nicht älter als 35 Jahre sind. Der Preis wird mit Unterstützung des Kulturamtes der Stadt Kassel vergeben. Die Auswahlkommission nominiert aus dem Festivalprogramm maximal 15 Arbeiten für diesen Preis. Seit 2017 ist die Auszeichnung in dieser Kategorie mit Referenzpunkten für die FFA-Kurzfilmförderung gemäß Filmförderungsgesetz (FFG) verbunden. Filme mit einer Laufzeit von bis zu 30 Minuten können durch die Teilnahme am Wettbewerb um den Goldenen Schlüssel 5 Punkte für die Referenzfilmförderung sammeln.
Preisträger
- 2002: Klaus Stern für Andreas Baader – Der Staatsfeind
- 2003: Sandra Jakisch für 08/15 Leben am Rand von Köln
- 2004: Alexandra Gulea für Die Daumendreher
- 2005: Susanne Jäger für Vater und Feind
- 2006: Sarah Vanagt für Begin Began Begun
- 2007: Jess Feast für Cowboys & Communists
- 2008: Mario Hirasaka für Die Ryozanpaku
- 2009: Thomas A. Østbye für Human
- 2010: Viera Čákanyová für Alda
- 2011: Carmen Losmann für Work Hard – Play Hard
- 2012: Antoine Bourges für East Hastings Pharmacy
- 2013: Gabriel Serra für La parka
- 2014: Leslie Tai für The Private Life of Fenfen
- 2015: Mea de Jong für If Mama Ain't Happy, Nobody's Happy
- 2016: Ognjen Glavonic für Dubina Dva
- 2017: Ziad Kalthoum für Taste of Cement[7]
- 2018: Langfilm: Jasmin Preiß für Diese süße Wiese
- 2018: Kurzfilm: Agnes Lisa Wegner für No Fucking Ice Cream
- 2019: Langfilm: Jialing Zhang und Nanfu Wang: One Child Nation
- 2019: Kurzfilm: Markus Fiedler, Nanna Katrine Hansen, Thomas Elsted und Stanley Edwards: Cast Away Souls
- 2020: Langfilm: Radu Ciorniciuc: Acasa  – My Home
- 2020: Kurzfilm: Francesca Bertin: L`Artificio

Lobende Erwähnung
- 2011: Klára Tasovská für Půlnoc
- 2013: Johanna Domke, Marouan Omara für CROP
- 2014: Jeanne Delafosse und Camille Plagnet für Eugène Gabana Le Pétrolien
- 2015: Sorayos Prapapan für Kong Fak Jak Switzerland
- 2016: Ammar Aziz für A Walnut Tree
- 2018: Johanna Sunder-Plassmann und Tama Tobias-Macht für draußen

### Golden Cube
Der mit 3.500 Euro ausgestattete Preis wird an die beste Medieninstallation in der Ausstellung Monitoring vergeben und vom Softwareunternehmen Micromata GmbH gestiftet. Alle in der Ausstellung gezeigten Arbeiten sind automatisch für den „Golden Cube“ nominiert.
Zwischen dem „White Cube“ des Ausstellungsraumes zeitgenössischer Kunst und der „Black Box“, dem schwarz gestrichenen Präsentationsraum für Filme, nimmt der „Golden Cube“ eine Zwischenposition ein, indem er sich ausdrücklich für das Zusammenspiel räumlicher und audiovisueller Aspekte der Medieninstallation einsetzt. Gestaltet wurde der Golden Cube durch die Künstlerin Kordula Klose.
Preisträger
- 2003: Claudia Aravena Abughosh für Greetings from Palestina
- 2004: Renzo Martens für Episode 1
- 2005: Eske Schlüters für Knowing As Much As the Man in the Moon
- 2006: Markus Bertuch für Walperloh
- 2007: Erik Olofsen für Public Figures
- 2008: Stefanos Tsivopoulus für Untitled (The Remake)
- 2009: Sophie Ernst für Home
- 2010: Lukas Thiele, Tilman Hatje für Weltmaschine
- 2011: Anu Pennanen für La Ruine de regard / Die Ruine des Blicks
- 2012: Emanuel Mathias für Nebahats Schwestern
- 2013: !Mediengruppe Bitnik für Delivery for Mr. Assange
- 2014: Bertrand Flanet für Unmanned Distances
- 2015: Gerald Schauder für Skulptur21
- 2016: Lotte Meret für Surface Glaze
- 2017: Ralph Schulz für Testimonials
- 2018: Grace Philips, Laurie Robins für Real Performance
- 2019: Kapwani Kiwanga: The Secretary’s Suite
- 2020: Paula Ábalos: Diarios de Trabajos

Lobende Erwähnung
- 2011: Ryota Kuwakubo für The Tenth Sentiment
- 2013: Franz Christoph Pfannkuch für galaxias
- 2014: Daniel Laufer für REDUX
- 2015: Kerstin Honeit für Talking Business
- 2018: Wermke/Leinkauf für 4.Halbzeit

### A38-Produktions-Stipendium
Seit 2001 vergeben das Kasseler Dokfest und Werkleitz–Zentrum für Medienkunst gemeinsam das A38-Produktions-Stipendium. Das bis zu zweimonatige Stipendium wird mit bis zu 3000 Euro Unterhalts- sowie maximal 1000 Euro Reisekosten von der Hessischen Landesanstalt für privaten Rundfunk und neue Medien und der Medienanstalt Sachsen-Anhalt gestiftet. Der Stipendiat entwirft im Rahmen des Stipendiums eine audiovisuelle Arbeit, die anschließend bei Werkleitz in Halle produziert wird. Hier stehen dem Preisträger Sachleistungen von bis zu 4.000 Euro zur Verfügung. Das neue filmische Werk soll das junge Publikum ansprechen und als Arbeits- und Diskussionsgrundlage der Förderung von Medienkompetenz dienen. Für einen „verjüngten“ Blick auf das Stipendium bringen sich drei Jugendliche aktiv in die Jury ein. Die Auswahlkommission des Festivals nominiert maximal 15 Arbeiten aus dem Festivalprogramm für das Stipendium.
Preisträger
- 2001: Florian Thalhofer für Korsakow Syndrom
- 2002: Oliver Husain für Q
- 2003: Benny Nemerofsky Ramsay für Live to Tell
- 2004: Britt Dunse für Norden
- 2005: Curtis Burz für VIRGINia
- 2006: Jürgen Brügger, Jörg Haaßengier für Kopfende Hassloch
- 2007: Anne-Kristin Jahn für Generation Model
- 2008: Joanna Rytel für To Think Things You Don’t Want To
- 2009: Hannes Lang für Leavenworth, WA
- 2010: Kara Blake für The Delian Mode
- 2011: Léo Médard für Tao m’a dit…
- 2012: Marc Schmidt für De Regels van Matthijs
- 2013: Patrick Richter für Neununddreißig
- 2014: Guido Hendrikx für Escort
- 2015: Khadiya Jibawi für Another Kind of Girl
- 2016: Benjamin Kahlmeyer für Eisen
- 2017: Reber Dosky für Radio Kobanî
- 2018: Elisa Jule Braun für Killing Four Birds With One Arrow
- 2019: Ben Voit: Nacht Ueber Kepler 452b
- 2020: Juliana Fanjul: Silence Radio

Lobende Erwähnung
- 2010: Corinna Liedtke für Thomas, Thomas
- 2011: Josephine Links für Wir sterben
- 2013: Daniel Abma für nach Wriezen

## Belege
1. ↑  8. Hessischer Hochschulfilmtag. Hessische Film- und Medienakademie, abgerufen am 25. September 2017.
2. ↑  Bettina Fraschke: Radikale Bilder der Welt. hna.de, 9. November 2009, abgerufen am 25. September 2017.
3. ↑  Jochen Müller: Festivals starten erste Streamingplattform für Dokumentarfilme. In: the-spot-mediafilm.com. 29. Juli 2025, abgerufen am 29. Juli 2025.
4. ↑  288.000 Euro für Deutsche Festivals. Creative Europe Desk Hamburg, 29. Oktober 2014, abgerufen am 25. September 2017.
5. ↑  vgl. interfiction.org
6. ↑  Bettina Fraschke: Neuer Besucherrekord beim Kasseler Dokumentarfilm- und Videofest. In: hna.de. 20. November 2016, abgerufen am 25. September 2017.
7. 1 2  Mark-Christian von Busse: Preisverleihung beim Kasseler Dokfest: Trüffelschwein im Tuffsteinboden. In: hna.de. 17. November 2017, abgerufen am 27. März 2019.
8. ↑  HessenFilm und Medien GmbH: Young Talents in Hessen: Frauke Lodders. In: hessenfilm.de. 20. März 2019, abgerufen am 27. März 2019.
9. ↑  Machbar GmbH: Der Goldene Herkules beim Kasseler Dokfest. In: machbar.de. 23. August 2021, abgerufen am 23. August 2021.
10. ↑  Festivalliste (gemäß Richtlinie D.6). (PDF-Datei, 459 KB) Stand 1. Februar 2017. Filmförderungsanstalt, S. 5, archiviert vom Original (nicht mehr online verfügbar) am 25. Juni 2017; abgerufen am 25. September 2017.  Info: Der Archivlink wurde automatisch eingesetzt und noch nicht geprüft. Bitte prüfe Original- und Archivlink gemäß Anleitung und entferne dann diesen Hinweis.
11. ↑  vgl. kasselerdokfest.de
12. ↑  Gestaltung Golden Cube auf filmladen.de, abgerufen am 2. März 2012.
13. ↑  A-38 Stipendium. Werkleitz Gesellschaft e. V., abgerufen am 25. September 2017.